# Ommatius holosericeus
Ommatius holosericeus är en tvåvingeart som beskrevs av Ignaz Rudolph Schiner 1867. Ommatius holosericeus ingår i släktet Ommatius och familjen rovflugor. Inga underarter finns listade i Catalogue of Life.